# Jochen Bachfeld
Jochen Bachfeld (17 dicembre 1952) è un ex pugile tedesco.

## Palmarès

### Olimpiadi
- 1 medaglia:
  - 1 oro (Montréal 1976 nei pesi welter)